# Alaa Ibrahim
Alaa Ibrahim (arabe : علاء ابراهي), né le 1er mars 1975 en Égypte, est un footballeur professionnel égyptien évoluant au poste d'attaquant. 
Il joue actuellement pour le club égyptien de Petrojet FC.

## Palmarès

### En club
- Coupe d'Égypte 2001 avec Al Ahly SC
- Supercoupe de Jordanie : 2005 avec Al Wahdat Al Quwaysimah

### Individuel
- Meilleur buteur du Championnat d'Égypte : 2008